# Mittenaar
Mittenaar é um município da Alemanha, situado no distrito de Lahn-Dill, no estado de Hesse. Tem 35,17 km² de área, e sua população em 2019 foi estimada em 4.791 habitantes.